# Campionati asiatici di ciclismo su strada - Cronometro femminile Elite
La Cronometro femminile Elite è uno degli eventi disputati durante i Campionati asiatici di ciclismo su strada, inserita nel programma nel 1995. Dal 2001 viene corsa annualmente, con la sola eccezione del biennio 2020-21, quando venne annullata a causa della pandemia da COVID-19.

## Albo d'oro
Aggiornato all'edizione 2023.
| Anno | Vincitore                                        | Secondo                                          | Terzo                                            |
| ---- | ------------------------------------------------ | ------------------------------------------------ | ------------------------------------------------ |
| 1995 | Ma Huizhen                                       | Song Chung-mi                                    | Chang Hsu-ying                                   |
| 1999 | Zhao Haijuan                                     | Shim Jung-Hwa                                    | Miyoko Karami                                    |
| 2000 | non disputata                                    | non disputata                                    | non disputata                                    |
| 2001 | Lim Hang-jun                                     | Miho Oki                                         | Chen Chiung-yi                                   |
| 2002 | Li Meifang                                       | Yuan Yange                                       | Monrudee Chapookam                               |
| 2003 | Li Meifang                                       | Han Song-hee                                     | Ayumi Otsuka                                     |
| 2004 | Li Meifang                                       | Miyoko Karami                                    | Zhang Junying                                    |
| 2005 | Li Meifang                                       | Han Song-hee                                     | Huang Ho-Hsun                                    |
| 2006 | Wang Li                                          | Lee Min-Hye                                      | Satomi Wadami                                    |
| 2007 | Li Meifang                                       | Lee Min-Hye                                      | Miho Oki                                         |
| 2008 | Li Meifang                                       | Liu Yongli                                       | Mayuko Hagiwara                                  |
| 2009 | Tang Kerong                                      | Chanpeng Nontasin                                | Marina Andreichenko                              |
| 2010 | You Jin-a                                        | Mayuko Hagiwara                                  | Monrudee Chapookam                               |
| 2011 | Chanpeng Nontasin                                | Son Eun-Ju                                       | Jamie Wong                                       |
| 2012 | Na Ah-reum                                       | Minami Uwano                                     | Wang Cui                                         |
| 2013 | Tüvshinjargalyn Enkhjargal                       | Minami Uwano                                     | Jamie Wong                                       |
| 2014 | Na Ah-reum                                       | Eri Yonamine                                     | Tüvshinjargalyn Enkhjargal                       |
| 2015 | Na Ah-reum                                       | Mayuko Hagiwara                                  | Tüvshinjargalyn Enkhjargal                       |
| 2016 | Mayuko Hagiwara                                  | Lee Ju-mi                                        | Pang Yao                                         |
| 2017 | Liang Hongyu                                     | Lee Ju-mi                                        | Yumi Kajihara                                    |
| 2018 | Lee Ju-mi                                        | Huang Ting-ying                                  | Miyoko Karami                                    |
| 2019 | Olga Zabelinskaia                                | Lee Ju-mi                                        | Huang Ting-ying                                  |
| 2020 | non disputata a causa della pandemia da COVID-19 | non disputata a causa della pandemia da COVID-19 | non disputata a causa della pandemia da COVID-19 |
| 2021 | non disputata a causa della pandemia da COVID-19 | non disputata a causa della pandemia da COVID-19 | non disputata a causa della pandemia da COVID-19 |
| 2022 | Rinata Sultanova                                 | Priatna Ayustina Delia                           | Tserenlkhamyn Solongo                            |
| 2023 | Olga Zabelinskaia                                | Na Ah-reum                                       | Rinata Sultanova                                 |

## Medagliere
| Pos.   | Nazione       | Oro | Argento | Bronzo | Totale |
| ------ | ------------- | --- | ------- | ------ | ------ |
| 1      | Cina          | 11  | 2       | 2      | 15     |
| 2      | Corea del Sud | 6   | 11      | 0      | 17     |
| 3      | Uzbekistan    | 2   | 0       | 0      | 2      |
| 4      | Giappone      | 1   | 7       | 7      | 15     |
| 5      | Thailandia    | 1   | 1       | 2      | 4      |
| 6      | Mongolia      | 1   | 0       | 3      | 4      |
| 7      | Kazakistan    | 1   | 0       | 2      | 3      |
| 8      | Taipei cinese | 0   | 1       | 4      | 5      |
| 9      | Indonesia     | 0   | 1       | 0      | 1      |
| 9      | Hong Kong     | 0   | 0       | 3      | 3      |
| Totale | Totale        | 23  | 23      | 23     | 69     |